# 神谷和宏 (教育学者)
神谷 和宏（かみや かずひろ、1960年 - ）は、日本の教育コーチング・心理カウンセラー、公立中学校教諭、ユーチューバ―。教育コーチの第一人者。
愛知教育大学の数学教室卒業後、愛知県刈谷市の中学校教諭となる。その傍ら、コーチングの専門機関で学び、教育コーチング者となる。又、心理カウンセラーの資格も取得する。第45回読売教育賞など受賞し、教育関連・コーチング関連の著書がある。YouTubeでは、コーチングに関した動画のほか、「モスバーガーのおばちゃん」という動画もある。現在は、刈谷市立朝日中学校にて、ホームページ充実委員、水泳部顧問として勤務、週末などは、講演を行ったりし、教育現場でコーチングを通して子どもの夢をはぐくむ活動を行っている。

## 著書
- 図解　先生のためのコーチングハンドブック(明治図書)
- 4コマ漫画付　教師のほめ方しかり方コーチング(学陽書房)
- 『いじめ・不登校』から子どもを救う！教室コーチング(明治図書)
- 子どものやる気を引き出す!スクールコーチング（ＤＶＤ）(学陽書房)
- 子どもが動く！コーチング50(金子書房)
- ○×イラストでわかる! 教師のほめ方叱り方コーチング(学陽書房)
- 教師のための続ける力コーチング(学陽書房)

など